# Phaeochrous tanzanicus
Phaeochrous tanzanicus là một loài bọ cánh cứng trong họ Hybosoridae. Loài này được Tagliaferri miêu tả khoa học năm 2002.